# Джапаридзе, Арчил Леванович
Арчил Леванович Джапаридзе (1875—1908, Курская пересыльная тюрьма) — социал-демократ, депутат Государственной думы II созыва от Тифлисской губернии.

## Биография
Грузин по национальности.
Выпускник 2-й Тифлисской гимназии, окончил её с серебряной медалью. Поступил на математический факультет Московского университета, отчислен за участие в студенческих волнениях. В 1901 году был привлечён Московским губернским жандармским управлением к следствию по делу о конспиративном Исполнительном комитете объединённых московских студенческих организаций, в результате которого выслан в Тифлис, где до конца 1902 состоял под гласным надзором полиции «без ограничения в праве жительства в столицах». 
Состоял в тифлисской социал-демократической организации; занимался пропагандой среди типографских рабочих и караульных товарной станции «Тифлис». Участвовал в выступлениях на рабочих сходках. В 1903 за границей, где в Париже и Женеве, слушал лекции в университетах. Вернулся в Тифлис. В ночь с 19 на 20 декабря 1904 у Джапаридзе был проведён обыск с целью упредить возможные политические беспорядки в Тифлисе, после чего его арестовали на 3 дня. 
23 января 1905 был одним из руководителей тифлисской демонстрации, в течение которой задержан в толпе. Отбыл 2 месяца заключения в Метехской тюрьме. Во время декабрьских забастовок 1905 вошёл в стачечное бюро при Тифлисском комитете РСДРП. Состоял в Тифлисском и областном комитетах Кавказской организации РСДРП, член меньшевистской фракции. С 10 по 25 апреля 1906 года в Стокгольме участвовал с совещательным голосом, как представитель Тифлисского комитета, в 4-м (Объединительном) съезде РСДРП. Занимался журналистикой, публиковал статьи в грузинских газетах.
6 февраля 1907 избран во Государственную думу II созыва от общего состава выборщиков Тифлисского губернского избирательного собрания. Вошёл в состав Социал-демократической фракции. Состоял в думской комиссии о неприкосновенности личности. Участвовал в прениях по вопросам об оказании помощи безработным и о привлечении к уголовной ответственности 55 членов Думы.
После роспуска 2-й Государственной думы арестован по делу Социал-демократической фракции, приговорён к 5 годам каторжных работ. Скончался по дороге в Сибирь в Курской пересыльной тюрьме.
Похоронен на Кукийском кладбище

### Рекомендуемые источники
- Кудряшов В. В. 2015. Социал-демократическая фракция II Государственной Думы: взгляд изнутри и оценки очевидцев. // Проблемы социально-экономического развития Сибири, № 4 (22) С. 99-104

### Архивы
- Государственный архив Российской Федерации. Фонд 102. Опись 236. Дело 110. Том 1. Лист 51-53.
- Российский государственный исторический архив. Фонд 1278. Опись 1 (2-й созыв). Дело 126. Дело 570. Лист 3.